# Підмаренник болотяний
Підмаренник болотяний, підмаренник болотний (Galium palustre) — вид рослин родини маренові (Rubiaceae), поширений у Європі, пн.-зх. Африці, західній і північній Азії, на півночі Північної Америки.

## Опис
Багаторічна рослина 20–60 см заввишки. Листки по 4, рідше по 5 або 6 в мутовці, на верхівці без помітного вістря. Стеблові листки довгасто-лінійні, до 2 см завдовжки, 0.5–2 мм завширшки, знизу голі і гладенькі. Плоди (схизокарпії) дрібні, 1–1.5 мм завдовжки, голі, вкриті дрібними горбками. Квіти: вінчик мілко воронкоподібний, білий, ≈ 3–5 мм ушир, 4-дольний. Чашечка відсутня. Тичинок 4; пиляки червоні. Суцвіття широкі, нещільні.

## Поширення
Європа: вся, крім Свальдбарда; Північна Африка: Алжир, Марокко; Азія: західна й північна; Північна Америка: Гренландія, східна й північна Канада, Сен-П'єр і Мікелон, північний схід Сполучених Штатів Америки.
В Україні зростає на вологих луках і болотах — на всій території.

## Галерея

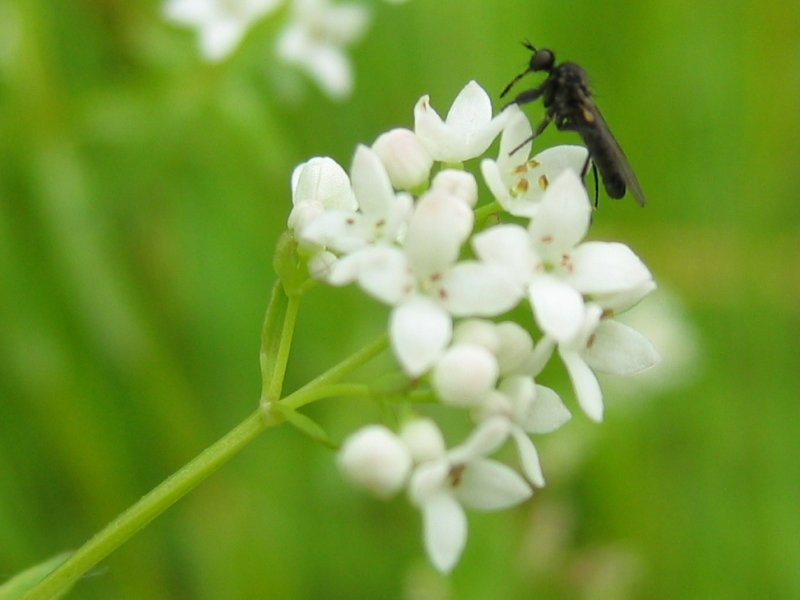
квіти
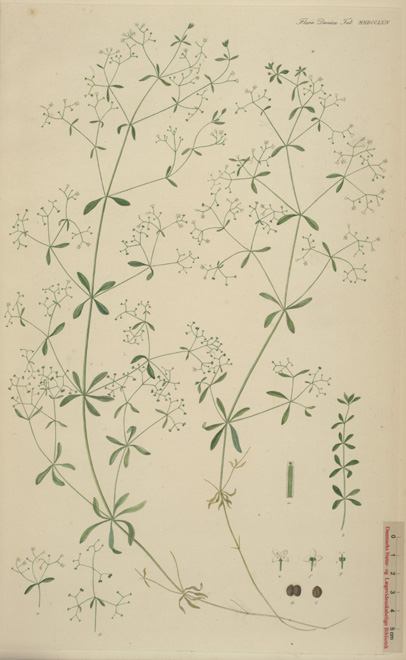
ілюстрація